# Satellite Awards 2018
Satellite Awards 2018 var den 22:a upplagan av Satellite Awards som belönade insatser i filmer och TV-produktioner från 2017 och hölls den 11 februari 2018.

## Vinnare och nominerade
Nomineringarna tillkännagavs den 29 november 2017. Vinnarna listas i fetstil.

### Filmer
| Bästa film - God's Own Country - Three Billboards Outside Ebbing, Missouri - The Big Sick - Call Me by Your Name - Dunkirk - Get Out - I, Tonya - Lady Bird - Mudbound - The Shape of Water                                                                                     | Bästa regissör - Jordan Peele – Get Out - Sean Baker – The Florida Project - Greta Gerwig – Lady Bird - Christopher Nolan – Dunkirk - Dee Rees – Mudbound - Guillermo del Toro – The Shape of Water |
| Bästa manliga huvudroll - Gary Oldman – Darkest Hour - Harry Dean Stanton – Lucky (postum vinnare) - Daniel Day-Lewis – Phantom Thread - James Franco – The Disaster Artist - Jake Gyllenhaal – Stronger - Robert Pattinson – Good Time - Jeremy Renner – Wind River            | Bästa kvinnliga huvudroll - Sally Hawkins – The Shape of Water - Diane Kruger – Utan nåd - Jessica Chastain – Molly's Game - Judi Dench – Victoria & Abdul - Frances McDormand – Three Billboards Outside Ebbing, Missouri - Margot Robbie – I, Tonya - Saoirse Ronan – Lady Bird - Emma Stone – Battle of the Sexes |
| Bästa manliga biroll - Sam Rockwell – Three Billboards Outside Ebbing, Missouri - Willem Dafoe – The Florida Project - Armie Hammer – Call Me by Your Name - Dustin Hoffman – The Meyerowitz Stories - Mark Rylance – Dunkirk - Michael Shannon – The Shape of Water            | Bästa kvinnliga biroll - Lois Smith – Marjorie Prime - Mary J. Blige – Mudbound - Holly Hunter – The Big Sick - Allison Janney – I, Tonya - Melissa Leo – Novitiate - Laurie Metcalf – Lady Bird |
| Bästa originalmanus - Three Billboards Outside Ebbing, Missouri – Martin McDonagh - Dunkirk – Christopher Nolan - The Florida Project – Sean Baker - Get Out – Jordan Peele - Lady Bird – Greta Gerwig - The Shape of Water – Guillermo del Toro och Vanessa Taylor             | Bästa manus efter förlaga - The Disaster Artist – Scott Neustadter och Michael H. Weber - Call Me by Your Name – James Ivory - Molly's Game – Aaron Sorkin - Victoria & Abdul – Lee Hall - Wonder Woman – Jason Fuchs och Allan Heinberg - Wonderstruck – Brian Selznick                                             |
| Bästa animerade film eller multimediafilm - Coco - Baby-bossen - Bilar 3 - The Breadwinner - The Lego Batman Movie - Loving Vincent - Psychonauts, the Forgotten Children | Bästa icke-engelskspråkiga film - Tyskland – Utan nåd - Frankrike – 120 slag i minuten - Israel – Foxtrot - Kambodja – First They Killed My Father - Nepal – White Sun - Ryssland – Saknaden - Schweiz – The Divine Order - Sverige – The Square                                                                     |
| Bästa dokumentärfilm - Chasing Coral - City of Ghosts - Cries from Syria - Ex Libris: The New York Public Library - Hell on Earth: The Fall of Syria and the Rise of ISIS - Human Flow - Ikaros - Kedi - Legion of Brothers                                                     | Bästa ljud - Dunkirk - Apornas planet: Striden - Blade Runner 2049 - Coco - Darkest Hour - Logan – The Wolverine |
| Bästa musik - Wonder Woman – Rupert Gregson-Williams - Apornas planet: Striden – Michael Giacchino - Darkest Hour – Dario Marianelli - Dunkirk – Hans Zimmer - The Shape of Water – Alexandre Desplat - Wonderstruck – Carter Burwell                                           | Bästa sång - "Stand Up for Something" – Marshall - "I Don't Wanna Live Forever" – Fifty Shades Darker - "It Ain't Fair" – Detroit - "Prayers for This World" – Cries from Syria - "The Promise" – The Promise - "Truth to Power" – En obekväm uppföljare                                                             |
| Bästa scenografi och produktionsdesign - The Shape of Water - Blade Runner 2049 - Downsizing - Dunkirk - Get Out - Phantom Thread | Bästa foto - Blade Runner 2049 – Roger Deakins - Darkest Hour – Bruno Delbonnel - Dunkirk – Hoyte van Hoytema - Lady Bird – Sam Levy - The Shape of Water – Dan Laustsen - Three Billboards Outside Ebbing, Missouri – Ben Davis                                                                                     |
| Bästa klippning - Apornas planet: Striden – William Hoy och Stan Salfas - Baby Driver – Paul Machliss och Jonathan Amos - Darkest Hour – Valerio Bonelli - Dunkirk – Lee Smith - The Shape of Water – Sidney Wolinsky - Three Billboards Outside Ebbing, Missouri – Jon Gregory | Bästa visuella effekter - Blade Runner 2049 - Alien: Covenant - Apornas planet: Striden - Dunkirk - The Shape of Water - Wonder Woman |
| Bästa kostym - Phantom Thread – Mark Bridges - De bedragna – Stacey Battat - Dunkirk – Jeffrey Kurland - Mordet på Orientexpressen – Alexandra Byrne - Skönheten och odjuret – Jacqueline Durran - Victoria & Abdul – Consolata Boyle                                           | Bästa rollbesättning i film - Mudbound – Jonathan Banks, Mary J. Blige, Jason Clarke, Garrett Hedlund, Jason Mitchell, Rob Morgan och Carey Mulligan |

### Filmer med flera vinster
| Vinster | Film                                      |
| ------- | ----------------------------------------- |
| 3       | Three Billboards Outside Ebbing, Missouri |
| 2       | Blade Runner 2049                         |
| 2       | The Shape of Water                        |
| 2       | Utan nåd                                  |

### Filmer med flera nomineringar
| Nomineringar | Film                                      |
| ------------ | ----------------------------------------- |
| 11           | Dunkirk                                   |
| 10           | The Shape of Water                        |
| 6            | Lady Bird                                 |
| 6            | Three Billboards Outside Ebbing, Missouri |
| 5            | Darkest Hour                              |
| 4            | Apornas planet: Striden                   |
| 4            | Blade Runner 2049                         |
| 4            | Get Out                                   |
| 3            | Call Me by Your Name                      |
| 3            | The Florida Project                       |
| 3            | I, Tonya                                  |
| 3            | Mudbound                                  |
| 3            | Phantom Thread                            |
| 3            | Victoria & Abdul                          |
| 3            | Wonder Woman                              |
| 2            | The Big Sick                              |
| 2            | Coco                                      |
| 2            | Cries from Syria                          |
| 2            | The Disaster Artist                       |
| 2            | Molly's Game                              |
| 2            | Utan nåd                                  |
| 2            | Wonderstruck                              |

### Television
| Bästa TV-serie (drama) - Vikings - The Affair - The Handmaid's Tale - Mindhunter - Taboo - This Is Us - Tretton skäl varför | Bästa TV-serie (musikal eller komedi) - GLOW - Atypical - Baskets - Claws - Orange Is the New Black - Veep |
| Bästa TV-serie (genre) - Game of Thrones - American Gods - The Leftovers - Legion - Outlander - Stranger Things | |
| Bästa miniserie - Big Little Lies - Feud: Bette and Joan - Guerrilla - Rillington Place - When We Rise - The Young Pope | Bästa TV-film - The Wizard of Lies - The Immortal Life of Henrietta Lacks - King Charles III - To Walk Invisible: The Bronte Sisters - War Machine |
| Bästa manliga huvudroll i en TV-serie (drama / genre) - Jonathan Groff – Mindhunter - Tom Hardy – Taboo - Brendan Gleeson – Mr. Mercedes - Sam Heughan – Outlander - Harry Treadaway – Mr. Mercedes                                                                                                  | Bästa kvinnliga huvudroll i en TV-serie (drama / genre) - Elisabeth Moss – The Handmaid's Tale - Caitriona Balfe – Outlander - Carrie Coon – The Leftovers - Maggie Gyllenhaal – The Deuce - Katherine Langford – Tretton skäl varför - Ruth Wilson – The Affair                               |
| Bästa manliga huvudroll i en TV-serie (musikal eller komedi) - William H. Macy – Shameless - Aziz Ansari – Master of None - Zach Galifianakis – Baskets - Neil Patrick Harris – Syskonen Baudelaires olycksaliga liv - John Lithgow – Trial & Error - Thomas Middleditch – Silicon Valley            | Bästa kvinnliga huvudroll i en TV-serie (musikal eller komedi) - Niecy Nash – Claws - Alison Brie – GLOW - Kathryn Hahn – I Love Dick - Ellie Kemper – Unbreakable Kimmy Schmidt - Julia Louis-Dreyfus – Veep - Issa Rae – Insecure                                                            |
| Bästa manliga huvudroll i en miniserie eller TV-film - Robert De Niro – The Wizard of Lies - Benedict Cumberbatch – Sherlock - Jude Law – The Young Pope - Ewan McGregor – Fargo - Tim Pigott-Smith – King Charles III                                                                               | Bästa kvinnliga huvudroll i en miniserie eller TV-film - Nicole Kidman – Big Little Lies - Joanne Froggatt – Dark Angel - Jessica Lange – Feud: Bette and Joan - Elisabeth Moss – Top of the Lake: China Girl - Michelle Pfeiffer – The Wizard of Lies - Susan Sarandon – Feud: Bette and Joan |
| Bästa manliga biroll i en TV-serie, miniserie eller TV-film - Michael McKean – Better Call Saul - Louie Anderson – Baskets - Christopher Eccleston – The Leftovers - Alexander Skarsgård – Big Little Lies - Lakeith Stanfield – War Machine - Stanley Tucci – Feud: Bette and Joan                  | Bästa kvinnliga biroll i en TV-serie, miniserie eller TV-film - Ann Dowd – The Handmaid's Tale - Danielle Brooks – Orange Is the New Black - Judy Davis – Feud: Bette and Joan - Laura Dern – Big Little Lies - Regina King – American Crime - Shailene Woodley – Big Little Lies              |
| Bästa ensemble i en TV-serie - Poldark – Ruby Bentall, Caroline Blakiston, Christian Brassington, Ellise Chappell, Beatie Edney, Jack Farthing, Sean Gilder, John Nettles, Luke Norris, Heida Reed, Harry Richardson, Eleanor Tomlinson, Aidan Turner, Josh Whitehouse, Gabriella Wilde och Tom York | |

### Serier med flera vinster
| Vinster | Serie               |
| ------- | ------------------- |
| 2       | Big Little Lies     |
| 2       | The Handmaid's Tale |
| 2       | The Wizard of Lies  |

### Serier med flera nomineringar
| Nomineringar | Serie                   |
| ------------ | ----------------------- |
| 5            | Big Little Lies         |
| 5            | Feud: Bette and Joan    |
| 3            | Baskets                 |
| 3            | The Handmaid's Tale     |
| 3            | The Leftovers           |
| 3            | Outlander               |
| 3            | The Wizard of Lies      |
| 2            | The Affair              |
| 2            | Claws                   |
| 2            | GLOW                    |
| 2            | King Charles III        |
| 2            | Mindhunter              |
| 2            | Mr. Mercedes            |
| 2            | Orange Is the New Black |
| 2            | Taboo                   |
| 2            | Tretton skäl varför     |
| 2            | Veep                    |
| 2            | War Machine             |
| 2            | The Young Pope          |